# Avenue Chauveau
L'avenue Chauveau est une artère d'orientation est-ouest située à Québec.

## Situation et accès
L'avenue a une longueur d'environ 4,8 km. Son tracé d'orientation est-ouest est principalement rectiligne. Segment urbain de la route 358, elle traverse les quartiers de Neufchâtel-Est–Lebourgneuf et des Châtels du boulevard Bastien jusqu'aux abords de l'autoroute Henri-IV. Au-delà de l'autoroute, l'axe de l'avenue Chauveau se poursuit sous le nom de « boulevard Chauveau ».
Ses principales intersections sont avec le boulevard Robert-Bourassa, le boulevard Saint-Jacques, le boulevard de l'Ormière.

## Origine du nom
Le nom de l'avenue rend hommage à Pierre-Joseph-Olivier Chauveau, 1er premier ministre du Québec (1867 à 1873). 

## Historique
Le premier tronçon de l'avenue est construit au XVIIe siècle pour desservir la seigneurie de Saint-Ignace. 
L'avenue est initialement nommée rang Saint-Bernard en souvenir d'Anne Le Cointre de Saint-Bernard. Plus tard, à une date indéterminée, elle prend le nom de rang Saint-Bonaventure, en référence à la concession du même nom située au sud, elle-même nommée en l'honneur de Marie Forestier de Saint-Bonaventure-de-Jésus. Finalement, l'odonyme Route de la Promenade sera également utilisé pour le segment à l'ouest de la rivière Saint-Charles, possiblement parce qu'il s'agissait d'un lieu de promenade entre la rivière et le chemin de l'Ormière. 

C'est lors de la construction d'un pont au-dessus de la rivière Saint-Charles en 1964 que l'ensemble de l'axe est complété que son nom actuel lui a été attribué le 21 décembre 1964. Il est officialisé par la Commission de toponymie le 25 juin 1987.
Vers 1971, le boulevard Chauveau voit le jour du côté ouest de l'autoroute Henri-IV, formant un prolongement de l'avenue. 